# Hockey Pro League 2024/25 (mannen)
De Hockey Pro League 2024/25 voor mannen was de zesde editie van de Hockey Pro League, een internationaal hockeytoernooi voor landenteams dat werd georganiseerd door de Internationale Hockeyfederatie (FIH). Het toernooi gging van start op 30 november en liep tot 29 juni 2025.

## Opzet
Evenals het vorige seizoen werden er geen uit- en thuiswedstrijden gespeeld, maar een reeks "minitoernooien" waarbij een aantal landenteams op een plaats samenkomen en elk team twee keer uitkomt tegen de andere teams.
Per wedstrijd levert een overwinning drie punten op. Bij een gelijke stand aan het eind van de reguliere speeltijd krijgen beide teams een punt en wordt door middel van een shoot-out bepaald welk team een extra punt behaalt. Het team dat in het eindklassement bovenaan eindigt wordt winnaar van de Hockey Pro League en ontvangt een startbewijs voor het wereldkampioenschap 2026 in België en Nederland. Mocht een gastland van het WK 2026 winnaar zijn, dan gaat het startbewijs naar het eerstvolgende ongeplaatste team in het eindklassement. Het team dat in het eindklassement op de laatste plaats eindigt, degradeert naar de Hockey Nations Cup.

## Deelnemende landen
Nadat Nieuw Zeeland, dat van de Hockey Nations Cup naar de Pro League promoveerde, besloot zich terug te trekken, werd Ierland aangewezen als vervanger.
- Argentinië
- Australië
- België
- Duitsland
- Engeland
- Ierland
- India
- Nederland
- Nieuw-Zeeland
- Spanje

## Stand
| Pos | Team       | Wed | W | WNS | VNS | V  | GV | GT | GS  | Ptn | Kwalificatie of degradatie    |
| --- | ---------- | --- | - | --- | --- | -- | -- | -- | --- | --- | ----------------------------- |
| 1   | Nederland  | 16  | 7 | 7   | 0   | 2  | 38 | 29 | +9  | 35  |                               |
| 2   | België     | 16  | 8 | 2   | 2   | 4  | 53 | 39 | +14 | 30  |                               |
| 3   | Spanje     | 16  | 8 | 2   | 1   | 5  | 39 | 28 | +11 | 29  | Gekwalificeerd voor WK 2026   |
| 4   | Duitsland  | 16  | 8 | 1   | 2   | 5  | 46 | 34 | +12 | 28  |                               |
| 5   | Australië  | 16  | 8 | 0   | 3   | 5  | 42 | 32 | +10 | 27  |                               |
| 6   | Argentinië | 16  | 7 | 0   | 2   | 7  | 28 | 32 | −4  | 23  |                               |
| 7   | Engeland   | 16  | 5 | 2   | 3   | 6  | 41 | 36 | +5  | 22  |                               |
| 8   | India      | 16  | 6 | 0   | 0   | 10 | 34 | 38 | −4  | 18  |                               |
| 9   | Ierland    | 16  | 1 | 0   | 1   | 14 | 22 | 75 | −53 | 4   | Gedegradeerd naar Nations Cup |

### Resultaten
Alle tijden zijn lokaal.
| 30 november 2024 14:30        |         |                          |                                                                                              |
| Nederland                     | 1–1     | Duitsland                | Wagener-stadion, Amsterdam Scheidsrechters: Rebecca Edwards (ENG) Lukasz Zwierzchowski (POL) |
| Brinkman 30'                  | verslag | Hartkopf 58'             | Wagener-stadion, Amsterdam Scheidsrechters: Rebecca Edwards (ENG) Lukasz Zwierzchowski (POL) |
| Shoot-out                     |         |                          | Wagener-stadion, Amsterdam Scheidsrechters: Rebecca Edwards (ENG) Lukasz Zwierzchowski (POL) |
| De Mol Bijen Bukkens Brinkman | 4–1     | Müller Struthoff Stadler | Wagener-stadion, Amsterdam Scheidsrechters: Rebecca Edwards (ENG) Lukasz Zwierzchowski (POL) |

| 1 december 2024 14:30     |         |                                 |                                                                                     |
| Nederland                 | 1–1     | België                          | Wagener-stadion, Amsterdam Scheidsrechters: Sean Edwards (ENG) Gemma Calderón (ESP) |
| Van Dam 25'               | verslag | Stockbroekx 14'                 | Wagener-stadion, Amsterdam Scheidsrechters: Sean Edwards (ENG) Gemma Calderón (ESP) |
| Shoot-out                 |         |                                 | Wagener-stadion, Amsterdam Scheidsrechters: Sean Edwards (ENG) Gemma Calderón (ESP) |
| Pieters Bijen De Mol Veen | 3–1     | Duvekot Van Dessel Boccard Kina | Wagener-stadion, Amsterdam Scheidsrechters: Sean Edwards (ENG) Gemma Calderón (ESP) |

| 2 december 2024 14:30          |         |                                      |                                                                                              |
| België                         | 4–3     | Duitsland                            | Wagener-stadion, Amsterdam Scheidsrechters: Rebecca Edwards (ENG) Łukasz Zwierzchowski (POL) |
| Boon 11', 16', 54' Duvekot 40' | verslag | Zwicker 48' Sperling 57' Peillat 60' | Wagener-stadion, Amsterdam Scheidsrechters: Rebecca Edwards (ENG) Łukasz Zwierzchowski (POL) |

| 7 december 2024 14:30    |         |                                        |                                                                                 |
| Nederland                | 2–3     | Duitsland                              | Wagener-stadion, Amsterdam Scheidsrechters: Dan Barstow (ENG) Ivona Makar (CRO) |
| Janssen 37' Brinkman 59' | verslag | Schwarzhaupt 10' Peillat 17' Prinz 43' | Wagener-stadion, Amsterdam Scheidsrechters: Dan Barstow (ENG) Ivona Makar (CRO) |

| 8 december 2024 14:30           |         |                                       |                                                                                 |
| Nederland                       | 3–3     | België                                | Wagener-stadion, Amsterdam Scheidsrechters: Alison Keogh (IRL) Bruce Bale (ENG) |
| Bijen 11', 28' Van der Veen 27' | verslag | Boon 1', 45' Stockbroekx 22'          | Wagener-stadion, Amsterdam Scheidsrechters: Alison Keogh (IRL) Bruce Bale (ENG) |
| Shoot-out                       |         |                                       | Wagener-stadion, Amsterdam Scheidsrechters: Alison Keogh (IRL) Bruce Bale (ENG) |
| De Mol Bijen Brinkman Veen      | 3–1     | Boccard Willems De Sloover Van Dessel | Wagener-stadion, Amsterdam Scheidsrechters: Alison Keogh (IRL) Bruce Bale (ENG) |

| 9 december 2024 14:30              |         |                                                           |                                                                                  |
| Duitsland                          | 3–6     | België                                                    | Wagener-stadion, Amsterdam Scheidsrechters: Alison Keogh (IRE) Dan Barstow (ENG) |
| Hartkopf 18' Prinz 26' Mazkour 43' | verslag | Ghislain 5' Boon 15', 42', 51' Hellin 49' Stockbroekx 50' | Wagener-stadion, Amsterdam Scheidsrechters: Alison Keogh (IRE) Dan Barstow (ENG) |

| 10 december 2024 21:30 |         |                            | |
| Argentinië             | 1–3     | Engeland                   | Polideportivo Provincial, Santiago del Estero Scheidsrechters: Sean Rapaport (RSA) Tyler Klenk (CAN) |
| Merlini 48'            | verslag | Rushmere 14' Ward 41', 54' | Polideportivo Provincial, Santiago del Estero Scheidsrechters: Sean Rapaport (RSA) Tyler Klenk (CAN) |

| 11 december 2024 21:30                    |         |                                         | |
| Engeland                                  | 3–3     | Ierland                                 | Polideportivo Provincial, Santiago del Estero Scheidsrechters: Benjamin Peters (USA) Tyler Klenk (CAN) |
| Albery 48' Waller 5' Wallace 57'          | verslag | A. Walker 4' Lynch 16' Cole 50'         | Polideportivo Provincial, Santiago del Estero Scheidsrechters: Benjamin Peters (USA) Tyler Klenk (CAN) |
| Shoot-out                                 |         |                                         | Polideportivo Provincial, Santiago del Estero Scheidsrechters: Benjamin Peters (USA) Tyler Klenk (CAN) |
| Albery Williamson Rushmere Waller Wallace | 3–2     | Walsh B. Walker Lynch C. Empey A. Empey | Polideportivo Provincial, Santiago del Estero Scheidsrechters: Benjamin Peters (USA) Tyler Klenk (CAN) |

| 12 december 2024 21:30 |         |         | |
| Argentinië             | 1–0     | Ierland | Polideportivo Provincial, Santiago del Estero Scheidsrechters: Jonathan Altamirano (MEX) Sean Rapaport (RSA) |
| T. Domene 60+'         | verslag |         | Polideportivo Provincial, Santiago del Estero Scheidsrechters: Jonathan Altamirano (MEX) Sean Rapaport (RSA) |

| 13 december 2024 21:30 |         |                         | |
| Argentinië             | 1–3     | Engeland                | Polideportivo Provincial, Santiago del Estero Scheidsrechters: Victoria Pazos (PAR) Benjamin Peters (USA) |
| T. Domene 43'          | verslag | Ward 2', 2' Wallace 38' | Polideportivo Provincial, Santiago del Estero Scheidsrechters: Victoria Pazos (PAR) Benjamin Peters (USA) |

| 14 december 2024 21:30 |         |                                                               | |
| Ierland                | 0–8     | Engeland                                                      | Polideportivo Provincial, Santiago del Estero Scheidsrechters: Sean Rapaport (RSA) Tyler Klenk (CAN) |
|                        | verslag | Hooper 6', 16' Rushmere 7' Ward 15+', 37', 44', 48' Bhuhi 45' | Polideportivo Provincial, Santiago del Estero Scheidsrechters: Sean Rapaport (RSA) Tyler Klenk (CAN) |

| 15 december 2024 21:30            |         |                                  | |
| Argentinië                        | 4–3     | Ierland                          | Polideportivo Provincial, Santiago del Estero Scheidsrechters: Tyler Klenk (CAN) Sean Rapaport (RSA) |
| T. Domene 5', 9', 38' Capurro 49' | verslag | Nelson 3' A. Empey 15+' Cole 43' | Polideportivo Provincial, Santiago del Estero Scheidsrechters: Tyler Klenk (CAN) Sean Rapaport (RSA) |

| 4 februari 2025 17:30                             |         |                          |                                                                                     |
| Nederland                                         | 4–2     | Spanje                   | Sydney Olympic Park, Sydney Scheidsrechters: David Tomlinson (NZL) You Hyosik (KOR) |
| Bukkens 27' Bijen 32' Veen 34' Van Heijningen 40' | verslag | Álvarez 45' Basterra 59' | Sydney Olympic Park, Sydney Scheidsrechters: David Tomlinson (NZL) You Hyosik (KOR) |

| 5 februari 2025 17:30 |         |                          |                                                                                       |
| Australië             | 1–2     | Spanje                   | Sydney Olympic Park, Sydney Scheidsrechters: Amber Church (NZL) David Tomlinson (NZL) |
| Willott 58'           | verslag | Petchamé 27' Álvarez 50' | Sydney Olympic Park, Sydney Scheidsrechters: Amber Church (NZL) David Tomlinson (NZL) |

| 6 februari 2025 17:30                         |         |                           |                                                                                       |
| Australië                                     | 4–2     | Nederland                 | Sydney Olympic Park, Sydney Scheidsrechters: David Tomlinson (NZL) Liu Xiaoying (CHN) |
| J. Harvie 27' Atkin 34' Burns 43' Willott 48' | verslag | Bijen 44' Hoedemakers 46' | Sydney Olympic Park, Sydney Scheidsrechters: David Tomlinson (NZL) Liu Xiaoying (CHN) |

| 7 februari 2025 17:30 |         |                              |                                                                                   |
| Spanje                | 1–2     | Nederland                    | Sydney Olympic Park, Sydney Scheidsrechters: Amber Church (NZL) You Hyo-sik (KOR) |
| Clapés 41'            | verslag | Van der Heijden 2' Bijen 34' | Sydney Olympic Park, Sydney Scheidsrechters: Amber Church (NZL) You Hyo-sik (KOR) |

| 8 februari 2025 17:30  |         |                          |                                                                                       |
| Australië              | 1–1     | Spanje                   | Sydney Olympic Park, Sydney Scheidsrechters: David Tomlinson (NZL) Liu Xiaoying (CHN) |
| Willott 24'            | verslag | Pa. Cunill 17'           | Sydney Olympic Park, Sydney Scheidsrechters: David Tomlinson (NZL) Liu Xiaoying (CHN) |
| Shoot-out              |         |                          | Sydney Olympic Park, Sydney Scheidsrechters: David Tomlinson (NZL) Liu Xiaoying (CHN) |
| Burns Marais Otterbach | 0–3     | Gispert Pe. Cunill Reyné | Sydney Olympic Park, Sydney Scheidsrechters: David Tomlinson (NZL) Liu Xiaoying (CHN) |

| 9 februari 2025 17:30             |         |                                                   |                                                                                      |
| Australië                         | 4–4     | Nederland                                         | Sydney Olympic Park, Sydney Scheidsrechters: David Tomlinson (NZL) You Hyo-sik (KOR) |
| Hayward 27', 34' White 28', 36'   | verslag | De Vilder 7' Van der Heijden 47', 57' Bukkens 50' | Sydney Olympic Park, Sydney Scheidsrechters: David Tomlinson (NZL) You Hyo-sik (KOR) |
| Shoot-out                         |         |                                                   | Sydney Olympic Park, Sydney Scheidsrechters: David Tomlinson (NZL) You Hyo-sik (KOR) |
| Ephraums Harvie Willott Henderson | 1–3     | Croon Bijen De Mol                                | Sydney Olympic Park, Sydney Scheidsrechters: David Tomlinson (NZL) You Hyo-sik (KOR) |

| 15 februari 2025 19:30 |         |                                 |                                                                                            |
| India                  | 1–3     | Spanje                          | Kalinga Stadium, Bhubaneswar Scheidsrechters: Timothy Sheahan (AUS) Annelize Rostron (RSA) |
| Sukhjeet 25'           | verslag | Lacalle 28' Cobos 38' Ávila 58' | Kalinga Stadium, Bhubaneswar Scheidsrechters: Timothy Sheahan (AUS) Annelize Rostron (RSA) |

| 16 februari 2025 19:30   |         |        |                                                                                         |
| India                    | 2–0     | Spanje | Kalinga Stadium, Bhubaneswar Scheidsrechters: Rawi Anbananthan (MAS) Bevan Nichol (NZL) |
| Mandeep 32' Dilpreet 39' | verslag |        | Kalinga Stadium, Bhubaneswar Scheidsrechters: Rawi Anbananthan (MAS) Bevan Nichol (NZL) |

| 18 februari 2025 15:00                           |         |                                        |                                                                                           |
| Engeland                                         | 2–2     | Spanje                                 | Kalinga Stadium, Bhubaneswar Scheidsrechters: Ahmed El-Sayed (EGY) Annelize Rostron (RSA) |
| Payton 13' Ward 32'                              | verslag | Álvarez 39' Font 53'                   | Kalinga Stadium, Bhubaneswar Scheidsrechters: Ahmed El-Sayed (EGY) Annelize Rostron (RSA) |
| Shoot-out                                        |         |                                        | Kalinga Stadium, Bhubaneswar Scheidsrechters: Ahmed El-Sayed (EGY) Annelize Rostron (RSA) |
| Albery Rushmere Williamson Payton Sturch-Hibbitt | 1–0     | Gispert Pe. Cunill Reyné Font Basterra | Kalinga Stadium, Bhubaneswar Scheidsrechters: Ahmed El-Sayed (EGY) Annelize Rostron (RSA) |

| 18 februari 2025 19:30 |         |                                                  |                                                                                     |
| India                  | 1–4     | Duitsland                                        | Kalinga Stadium, Bhubaneswar Scheidsrechters: Wanri Venter (RSA) Bevan Nichol (NZL) |
| Gurjant 13'            | verslag | Sperling 7' Prinz 14' Struthoff 48' Hartkopf 55' | Kalinga Stadium, Bhubaneswar Scheidsrechters: Wanri Venter (RSA) Bevan Nichol (NZL) |

| 19 februari 2025 15:00                           |         |             |                                                                                        |
| Spanje                                           | 4–1     | Engeland    | Kalinga Stadium, Bhubaneswar Scheidsrechters: Timothy Sheahan (AUS) Wanri Venter (RSA) |
| Menini 9' Lacalle 28' Pe. Cunill 37' Álvarez 49' | verslag | Ramshaw 50' | Kalinga Stadium, Bhubaneswar Scheidsrechters: Timothy Sheahan (AUS) Wanri Venter (RSA) |

| 19 februari 2025 17:15 |         |           |                                                                                             |
| India                  | 1–0     | Duitsland | Kalinga Stadium, Bhubaneswar Scheidsrechters: Rawi Anbananthan (MAS) Annelize Rostron (RSA) |
| Gurjant 4'             | verslag |           | Kalinga Stadium, Bhubaneswar Scheidsrechters: Rawi Anbananthan (MAS) Annelize Rostron (RSA) |

| 19 februari 2025 19:00            |         |                                               | |
| Argentinië                        | 3–5     | België                                        | Polideportivo Provincial, Santiago del Estero Scheidsrechters: Raphaël Adrien (GER) Darren Hubach (RSA) |
| Toscani 10' Habif 58' Capurro 60' | verslag | Boon 13', 22', 60' Hellin 31' Stockbroekx 50' | Polideportivo Provincial, Santiago del Estero Scheidsrechters: Raphaël Adrien (GER) Darren Hubach (RSA) |

| 20 februari 2025 19:00 |         |                     | |
| Argentinië             | 0–2     | Australië           | Polideportivo Provincial, Santiago del Estero Scheidsrechters: Sean Edwards (ENG) Darren Hubach (RSA) |
|                        | verslag | Brand 12' Burns 26' | Polideportivo Provincial, Santiago del Estero Scheidsrechters: Sean Edwards (ENG) Darren Hubach (RSA) |

| 21 februari 2025 19:00                    |         |                                              | |
| Australië                                 | 2–2     | België                                       | Polideportivo Provincial, Santiago del Estero Scheidsrechters: Sean Edwards (ENG) Sophie Bockelmann (GER) |
| Geddes 15' Welch 53'                      | verslag | Boon 36', 51'                                | Polideportivo Provincial, Santiago del Estero Scheidsrechters: Sean Edwards (ENG) Sophie Bockelmann (GER) |
| Shoot-out                                 |         |                                              | Polideportivo Provincial, Santiago del Estero Scheidsrechters: Sean Edwards (ENG) Sophie Bockelmann (GER) |
| Brand Ephraums Willott Marais Welch Brand | 3–4     | Boccard De Sloover Van Dessel Kina Boon Kina | Polideportivo Provincial, Santiago del Estero Scheidsrechters: Sean Edwards (ENG) Sophie Bockelmann (GER) |

| 21 februari 2025 19:30                   |         |           |                                                                                       |
| India                                    | 3–1     | Ierland   | Kalinga Stadium, Bhubaneswar Scheidsrechters: Ahmed El-Sayed (EGY) Wanri Venter (RSA) |
| Mandeep 22' Jarmanpreet 45' Sukhjeet 58' | verslag | Duncan 8' | Kalinga Stadium, Bhubaneswar Scheidsrechters: Ahmed El-Sayed (EGY) Wanri Venter (RSA) |

| 22 februari 2025 19:00 |         |          | |
| Argentinië             | 0–1     | België   | Polideportivo Provincial, Santiago del Estero Scheidsrechters: Raphaël Adrien (GER) Darren Hubach (RSA) |
|                        | verslag | Boon 60' | Polideportivo Provincial, Santiago del Estero Scheidsrechters: Raphaël Adrien (GER) Darren Hubach (RSA) |

| 22 februari 2025 19:30                          |         |         |                                                                                             |
| India                                           | 4–0     | Ierland | Kalinga Stadium, Bhubaneswar Scheidsrechters: Annelize Rostron (RSA) Rawi Anbananthan (MAS) |
| Nilam 14' Mandeep 24' Abhishek 28' Shamsher 34' | verslag |         | Kalinga Stadium, Bhubaneswar Scheidsrechters: Annelize Rostron (RSA) Rawi Anbananthan (MAS) |

| 23 februari 2025 19:00 |         |           | |
| Argentinië             | 1–0     | Australië | Polideportivo Provincial, Santiago del Estero Scheidsrechters: Raphaël Adrien (GER) Sean Edwards (ENG) |
| Capurro 32'            | verslag |           | Polideportivo Provincial, Santiago del Estero Scheidsrechters: Raphaël Adrien (GER) Sean Edwards (ENG) |

| 24 februari 2025 15:00                                                                          |         |                            |                                                                                            |
| Duitsland                                                                                       | 8–2     | Ierland                    | Kalinga Stadium, Bhubaneswar Scheidsrechters: Rawi Anbananthan (MAS) Junko Wagatsuma (JPN) |
| Prinz 7' Struthoff 10', 59' Kaufmann 28' Hartkopf 30' Mertgens 42' Schwarzhaupt 44' Peillat 56' | verslag | M. Nelson 27' McKibbin 29' | Kalinga Stadium, Bhubaneswar Scheidsrechters: Rawi Anbananthan (MAS) Junko Wagatsuma (JPN) |

| 24 februari 2025 19:00 |         |                                  | |
| België                 | 1–3     | Australië                        | Polideportivo Provincial, Santiago del Estero Scheidsrechters: Sean Edwards (ENG) Darren Hubach (RSA) |
| De Kerpel 48'          | verslag | Welch 14' Ephraums 23' Burns 44' | Polideportivo Provincial, Santiago del Estero Scheidsrechters: Sean Edwards (ENG) Darren Hubach (RSA) |

| 24 februari 2025 19:30    |         |                          |                                                                                        |
| India                     | 2–3     | Engeland                 | Kalinga Stadium, Bhubaneswar Scheidsrechters: Bevan Nichol (NZL) Timothy Sheahan (AUS) |
| Abhishek 18' Sukhjeet 39' | verslag | Payton 15' Ward 19', 29' | Kalinga Stadium, Bhubaneswar Scheidsrechters: Bevan Nichol (NZL) Timothy Sheahan (AUS) |

| 25 februari 2025 15:00      |         |                                          |                                                                                        |
| Ierland                     | 2–4     | Duitsland                                | Kalinga Stadium, Bhubaneswar Scheidsrechters: Timothy Sheahan (AUS) Bevan Nichol (NZL) |
| M. Nelson 14' B. Nelson 26' | verslag | Kleinlein 21' Prinz 29' Hellwig 49', 57' | Kalinga Stadium, Bhubaneswar Scheidsrechters: Timothy Sheahan (AUS) Bevan Nichol (NZL) |

| 25 februari 2025 19:30 |         |                |                                                                                         |
| India                  | 2–1     | Engeland       | Kalinga Stadium, Bhubaneswar Scheidsrechters: Rawi Anbananthan (MAS) Wanri Venter (RSA) |
| Harmanpreet 26', 32'   | verslag | Williamson 30' | Kalinga Stadium, Bhubaneswar Scheidsrechters: Rawi Anbananthan (MAS) Wanri Venter (RSA) |

| 7 juni 2025 13:30 |         |                 |                                                                                        |
| Spanje            | 0–1     | Argentinië      | Estadio Betero, Valencia Scheidsrechters: Jonas van't Hek (NEDI) Pauline Cuypers (BEL) |
|                   | verslag | Della Torre 41' | Estadio Betero, Valencia Scheidsrechters: Jonas van't Hek (NEDI) Pauline Cuypers (BEL) |

| 7 juni 2025 16:00 |         |                 |                                                                                                   |
| Nederland         | 2–1     | India           | Wagener-stadion, Amsterdam Scheidsrechters: Łukasz Zwierzchowski (POL) Sébastien Michielsen (BEL) |
| Van Dam 25', 58'  | verslag | Harmanpreet 19' | Wagener-stadion, Amsterdam Scheidsrechters: Łukasz Zwierzchowski (POL) Sébastien Michielsen (BEL) |

| 8 juni 2025 13:30                  |     |                            |                                                                                      |
| Spanje                             | 3–2 | Argentinië                 | Estadio Betero, Valencia Scheidsrechters: Rebecca Edwards (ENG) Daniël Veerman (NED) |
| Iglesias 10' Álvarez 22' Ávila 25' |     | Méndez 40' Della Torre 55' | Estadio Betero, Valencia Scheidsrechters: Rebecca Edwards (ENG) Daniël Veerman (NED) |

| 9 juni 2025 14:30                       |         |                         |                                                                                     |
| Nederland                               | 3–2     | India                   | Wagener-stadion, Amsterdam Scheidsrechters: Ben Göntgen (GER) Magali Sergeant (BEL) |
| Van Dam 24' Hoedemakers 33' Janssen 57' | verslag | Abhishek 20' Jugraj 54' | Wagener-stadion, Amsterdam Scheidsrechters: Ben Göntgen (GER) Magali Sergeant (BEL) |

| 11 juni 2025 15:00                          |         |                                   |                                                                                      |
| Argentinië                                  | 4–3     | India                             | Wagener-stadion, Amsterdam Scheidsrechters: Michiel Otten (NED) Coen van Bunge (NED) |
| Rey 3' Martínez 17' Tarazona 34' Méndez 46' | verslag | Harmanpreet 12', 33' Abhishek 42' | Wagener-stadion, Amsterdam Scheidsrechters: Michiel Otten (NED) Coen van Bunge (NED) |

| 11 juni 2025 20:00                    |         |         |                                                                                              |
| Nederland                             | 2–0     | Ierland | Wagener-stadion, Amsterdam Scheidsrechters: Magali Sergeant (BEL) Sébastien Michielsen (BEL) |
| Dommershuijzen 24' Van Heijningen 38' | verslag |         | Wagener-stadion, Amsterdam Scheidsrechters: Magali Sergeant (BEL) Sébastien Michielsen (BEL) |

| 12 juni 2025 15:00 |         |                   |                                                                                      |
| India              | 1–2     | Argentinië        | Wagener-stadion, Amsterdam Scheidsrechters: Coen van Bunge (NED) Michiel Otten (NED) |
| Jugraj 4'          | verslag | T. Domene 9', 49' | Wagener-stadion, Amsterdam Scheidsrechters: Coen van Bunge (NED) Michiel Otten (NED) |

| 12 juni 2025 20:00                                                       |         |                 |                                                                                      |
| Nederland                                                                | 6–2     | Ierland         | Wagener-stadion, Amsterdam Scheidsrechters: Ivona Makar (CRO) Michael Dutrieux (BEL) |
| Janssen 24', 32' Pieters 29' Van der Heijden 37' Troost 49' Van Dam 60+' | verslag | Nelson 47', 59' | Wagener-stadion, Amsterdam Scheidsrechters: Ivona Makar (CRO) Michael Dutrieux (BEL) |

| 14 juni 2025 10:30                 |         |                  |                                                                                     |
| Australië                          | 3–2     | India            | Wilrijkse Plein, Antwerpen Scheidsrechters: Federico Silva (ARG) Tim Meissner (GER) |
| Ephraums 42' Rintala 56' Craig 60' | verslag | Abhishek 8', 35' | Wilrijkse Plein, Antwerpen Scheidsrechters: Federico Silva (ARG) Tim Meissner (GER) |

| 14 juni 2025 13:15                             |         |                                                | |
| Engeland                                       | 2–2     | Duitsland                                      | Lee Valley Hockey and Tennis Centre, Londen Scheidsrechters: Jonathan van Hoesslin (RSA) Alison Keogh (IRL) |
| Wallace 38' Rushmere 50'                       | verslag | Schwarzhaupt 13' Müller 48'                    | Lee Valley Hockey and Tennis Centre, Londen Scheidsrechters: Jonathan van Hoesslin (RSA) Alison Keogh (IRL) |
| Shoot-out                                      |         |                                                | Lee Valley Hockey and Tennis Centre, Londen Scheidsrechters: Jonathan van Hoesslin (RSA) Alison Keogh (IRL) |
| Calnan Rushmere Goodfield Roper Wallace Sorsby | 3–4     | Struthoff Von Montgelas Prinz Weigand Hartkopf | Lee Valley Hockey and Tennis Centre, Londen Scheidsrechters: Jonathan van Hoesslin (RSA) Alison Keogh (IRL) |

| 14 juni 2025 15:30                                 |         |          |                                                                                         |
| België                                             | 5–1     | Ierland  | Wilrijkse Plein, Antwerpen Scheidsrechters: Harry Collinston (ENG) Daniël Veerman (NED) |
| Boon 7', 28' Stockbroekx 22' Duvekot 42' Crols 50' | verslag | Rowe 34' | Wilrijkse Plein, Antwerpen Scheidsrechters: Harry Collinston (ENG) Daniël Veerman (NED) |

| 14 juni 2025 16:00              |         |                               |                                                                                          |
| Nederland                       | 1–1     | Argentinië                    | Wagener-stadion, Amsterdam Scheidsrechters: Ben Göntgen (GER) Łukasz Zwierzchowski (POL) |
| Reyenga 36'                     | verslag | Capurro 30+'                  | Wagener-stadion, Amsterdam Scheidsrechters: Ben Göntgen (GER) Łukasz Zwierzchowski (POL) |
| Shoot-out                       |         |                               | Wagener-stadion, Amsterdam Scheidsrechters: Ben Göntgen (GER) Łukasz Zwierzchowski (POL) |
| Croon Bijen Brinkman Middendorp | 4–2     | Mendez Domene Capurro Toscani | Wagener-stadion, Amsterdam Scheidsrechters: Ben Göntgen (GER) Łukasz Zwierzchowski (POL) |

| 15 juni 2025 10:30     |         |                              |                                                                                    |
| India                  | 2–3     | Australië                    | Wilrijkse Plein, Antwerpen Scheidsrechters: Ahmed El-Sayed (EGY) Paul Walker (ENG) |
| Sanjay 3' Dilpreet 36' | verslag | Brand 4' Govers 5' Burns 18' | Wilrijkse Plein, Antwerpen Scheidsrechters: Ahmed El-Sayed (EGY) Paul Walker (ENG) |

| 15 juni 2025 12:45 |         |                                      | |
| Engeland           | 2–3     | Duitsland                            | Lee Valley Hockey and Tennis Centre, Londen Scheidsrechters: Irene Presenqui (ARG) Alison Keogh (IRL) |
| Wallace 34', 40'   | verslag | Hinrichs 6' Mazkour 39' Hartkopf 55' | Lee Valley Hockey and Tennis Centre, Londen Scheidsrechters: Irene Presenqui (ARG) Alison Keogh (IRL) |

| 15 juni 2025 15:30       |         |                        |                                                                                      |
| België                   | 2–3     | Ierland                | Wilrijkse Plein, Antwerpen Scheidsrechters: Aleisha Neumann (AUS) Tim Meissner (GER) |
| De Kerpel 46' Crols 60+' | verslag | Rowe 35' Cole 43', 59' | Wilrijkse Plein, Antwerpen Scheidsrechters: Aleisha Neumann (AUS) Tim Meissner (GER) |

| 15 juni 2025 16:00     |         |                       |                                                                                      |
| Nederland              | 1–1     | Argentinië            | Wagener-stadion, Amsterdam Scheidsrechters: Ben Göntgen (GER) Michael Dutrieux (BEL) |
| Brinkman 29'           | verslag | Keenan 29'            | Wagener-stadion, Amsterdam Scheidsrechters: Ben Göntgen (GER) Michael Dutrieux (BEL) |
| Shoot-out              |         |                       | Wagener-stadion, Amsterdam Scheidsrechters: Ben Göntgen (GER) Michael Dutrieux (BEL) |
| Van Dam Croon Brinkman | 3–0     | Mendez Domene Toscani | Wagener-stadion, Amsterdam Scheidsrechters: Ben Göntgen (GER) Michael Dutrieux (BEL) |

| 17 juni 2025 13:15   |         |                            | |
| Engeland             | 2–3     | Nederland                  | Lee Valley Hockey and Tennis Centre, Londen Scheidsrechters: Raphaël Adrien (GER) Jonathan van Hoesslin (RSA) |
| Wallace 29' Ward 39' | verslag | Pieters 10' Bijen 16', 25' | Lee Valley Hockey and Tennis Centre, Londen Scheidsrechters: Raphaël Adrien (GER) Jonathan van Hoesslin (RSA) |

| 17 juni 2025 15:30                                           |         |           |                                                                                         |
| Australië                                                    | 6–1     | Ierland   | Wilrijkse Plein, Antwerpen Scheidsrechters: Ahmed El-Sayed (EGY) Harry Collinston (ENG) |
| Hayward 3' Govers 20', 58' Burns 36' Otterbach 42' Welch 43' | verslag | MCKee 13' | Wilrijkse Plein, Antwerpen Scheidsrechters: Ahmed El-Sayed (EGY) Harry Collinston (ENG) |

| 17 juni 2025 20:30 |         |                        |                                                                                    |
| België             | 1–2     | Spanje                 | Wilrijkse Plein, Antwerpen Scheidsrechters: Paul Walker (ENG) Daniël Veerman (NED) |
| Onana 7'           | verslag | Basterra 22' Ávila 25' | Wilrijkse Plein, Antwerpen Scheidsrechters: Paul Walker (ENG) Daniël Veerman (NED) |

| 18 juni 2025 15:30 |         |                                                                |                                                                                         |
| Ierland            | 1–6     | Australië                                                      | Wilrijkse Plein, Antwerpen Scheidsrechters: Federico Silva (ARG) Lorijn de Kraker (NED) |
| Cole 17'           | verslag | Ephraums 11', 22' Hayward 21' Marais 37' Atkin 39' Willott 57' | Wilrijkse Plein, Antwerpen Scheidsrechters: Federico Silva (ARG) Lorijn de Kraker (NED) |

| 18 juni 2025 20:00               |         |                                   | |
| Engeland                         | 1–1     | Nederland                         | Lee Valley Hockey and Tennis Centre, Londen Scheidsrechters: Raphaël Adrien (GER) Gemma Calderon (ESP) |
| Bhuhi 51'                        | verslag | Janssen 43'                       | Lee Valley Hockey and Tennis Centre, Londen Scheidsrechters: Raphaël Adrien (GER) Gemma Calderon (ESP) |
| Shoot-out                        |         |                                   | Lee Valley Hockey and Tennis Centre, Londen Scheidsrechters: Raphaël Adrien (GER) Gemma Calderon (ESP) |
| Rushmere Goodfield Sorsby Waller | 2–4     | Croon Van Dam Brinkman Middendorp | Lee Valley Hockey and Tennis Centre, Londen Scheidsrechters: Raphaël Adrien (GER) Gemma Calderon (ESP) |

| 18 juni 2025 20:30                                                |         |                                         |                                                                                          |
| België                                                            | 6–3     | Spanje                                  | Wilrijkse Plein, Antwerpen Scheidsrechters: Aleisha Neumann (AUS) Harry Collinston (ENG) |
| Hendrickx 15', 26' Boon 18' De Sloover 22' Hellin 47' Duvekot 59' | verslag | Miralles 46' Álvarez 51' Pe. Cunill 55' | Wilrijkse Plein, Antwerpen Scheidsrechters: Aleisha Neumann (AUS) Harry Collinston (ENG) |

| 21 juni 2025 10:30 |         |                                              |                                                                                     |
| Ierland            | 2–4     | Spanje                                       | Wilrijkse Plein, Antwerpen Scheidsrechters: Aleisha Neumann (AUS) Paul Walker (ENG) |
| McKee 3' Cole 28'  | verslag | Ávila 15' N. Álvarez 47', 58' Pe. Cunill 58' | Wilrijkse Plein, Antwerpen Scheidsrechters: Aleisha Neumann (AUS) Paul Walker (ENG) |

| 21 juni 2025 15:30                |         |                               | |
| Engeland                          | 3–4     | Australië                     | Lee Valley Hockey and Tennis Centre, Londen Scheidsrechters: Irene Presenqui (ARG) Raphaël Adrien (GER) |
| Wallace 13' Croft 24' Hooper 30+' | verslag | Burns 4' Govers 39', 46', 47' | Lee Valley Hockey and Tennis Centre, Londen Scheidsrechters: Irene Presenqui (ARG) Raphaël Adrien (GER) |

| 21 juni 2025 15:30                                                   |         |                                   |                                                                                     |
| België                                                               | 6–3     | India                             | Wilrijkse Plein, Antwerpen Scheidsrechters: Tim Meissner (GER) Daniël Veerman (NED) |
| Van Doren 1', 54' Hendrickx 28' Duvekot 49' Stockbroekx 53' Boon 59' | verslag | Dilpreet 36' Mandeep 38' Amit 56' | Wilrijkse Plein, Antwerpen Scheidsrechters: Tim Meissner (GER) Daniël Veerman (NED) |

| 21 juni 2025 17:30        |         |                                   |                                                                                                |
| Duitsland                 | 2–3     | Argentinië                        | Ernst Reuter Sportfeld, Berlijn Scheidsrechters: Paul van den Assum (NED) Marcin Grochal (POL) |
| Struthoff 7' Kaufmann 18' | verslag | Capurro 36' Mendez 43' Domene 44' | Ernst Reuter Sportfeld, Berlijn Scheidsrechters: Paul van den Assum (NED) Marcin Grochal (POL) |

| 22 juni 2025 10:30                                                                   |         |            |                                                                                       |
| Spanje                                                                               | 9–1     | Ierland    | Wilrijkse Plein, Antwerpen Scheidsrechters: Tim Meissner (GER) Lorijn de Kraker (NED) |
| Cunill 3', 18' Alvarez 7' Miralles 8', 30', 35' Iglesias 15' Menini 19' Bonastre 24' | verslag | Nelson 50' | Wilrijkse Plein, Antwerpen Scheidsrechters: Tim Meissner (GER) Lorijn de Kraker (NED) |

| 22 juni 2025 14:30 |         |           | |
| Engeland           | 2–1     | Australië | Lee Valley Hockey and Tennis Centre, Londen Scheidsrechters: Jonathan van Hoesslin (RSA) Gemma Calderon (ESP) |
| Waller 31', 49'    | verslag | Brand 43' | Lee Valley Hockey and Tennis Centre, Londen Scheidsrechters: Jonathan van Hoesslin (RSA) Gemma Calderon (ESP) |

| 18 juni 2025 15:30                           |         |                                            |                                                                                     |
| België                                       | 3–4     | India                                      | Wilrijkse Plein, Antwerpen Scheidsrechters: Paul Walker (ENG) Harry Collinson (ENG) |
| De Sloover 8' Stockbroekx 34' Labouchere 41' | verslag | Sukhjeet 21', 35' Amit 36' Harmanpreet 59' | Wilrijkse Plein, Antwerpen Scheidsrechters: Paul Walker (ENG) Harry Collinson (ENG) |

| 22 juni 2025 16:00                        |         |                           |                                                                                              |
| Duitsland                                 | 4–3     | Argentinië                | Ernst Reuter Sportfeld, Berlijn Scheidsrechters: Hideki Kinoshita (JPN) Marcin Grochal (POL) |
| Weigand 42', 57' Müller 51' Grambusch 52' | verslag | Keenan 2' Domene 15', 21' | Ernst Reuter Sportfeld, Berlijn Scheidsrechters: Hideki Kinoshita (JPN) Marcin Grochal (POL) |

| 24 juni 2025 19:30                        |         |                      |                                                                                               |
| Duitsland                                 | 3–2     | Australië            | Ernst Reuter Sportfeld, Berlijn Scheidsrechters: Hannah Harrison (ENG) Hideki Kinoshita (JPN) |
| Peillat 19' Mertgens 35' Schwarzhaupt 38' | verslag | Govers 3' Rintala 8' | Ernst Reuter Sportfeld, Berlijn Scheidsrechters: Hannah Harrison (ENG) Hideki Kinoshita (JPN) |

| 25 juni 2025 19:30                                       |         |           |                                                                                              |
| Duitsland                                                | 5–0     | Australië | Ernst Reuter Sportfeld, Berlijn Scheidsrechters: Hideki Kinoshita (JPN) Ayanna McClean (TTO) |
| Schwarzhaupt 5' Hellwig 13', 26' Ludwig 19' Hartkopf 36' | verslag |           | Ernst Reuter Sportfeld, Berlijn Scheidsrechters: Hideki Kinoshita (JPN) Ayanna McClean (TTO) |

| 28 juni 2025 13:00                   |         |            |                                                                                         |
| België                               | 3–1     | Engeland   | Wilrijkse Plein, Antwerpen Scheidsrechters: Ole Ingwersen (GER) Kamilė Mockaitytė (LTU) |
| Duvekot 13' Hendrickx 20' Wegnez 42' | verslag | Payton 48' | Wilrijkse Plein, Antwerpen Scheidsrechters: Ole Ingwersen (GER) Kamilė Mockaitytė (LTU) |

| 28 juni 2025 17:30               |        |                           |                                                                                                  |
| Duitsland                        | 1–1    | Spanje                    | Ernst Reuter Sportfeld, Berlijn Scheidsrechters: Kristy Robertson (AUS) Paul van den Assum (NED) |
| Struthoff 59'                    | Report | Cabré-Verdiell 46'        | Ernst Reuter Sportfeld, Berlijn Scheidsrechters: Kristy Robertson (AUS) Paul van den Assum (NED) |
| Shoot-out                        |        |                           | Ernst Reuter Sportfeld, Berlijn Scheidsrechters: Kristy Robertson (AUS) Paul van den Assum (NED) |
| Ludwig Grambusch Struthoff Prinz | 0–3    | Gispert Bonastre Miralles | Ernst Reuter Sportfeld, Berlijn Scheidsrechters: Kristy Robertson (AUS) Paul van den Assum (NED) |

| 29 juni 2025 13:00                     |         |                                              |                                                                                 |
| België                                 | 4–4     | Engeland                                     | Wilrijkse Plein, Antwerpen Scheidsrechters: Ben Göntgen (GER) Ivona Makar (CRO) |
| Hellin 12' Hendrickx 35' Boon 38', 50' | verslag | Roper 9' Calnan 17' Wallace 55' Sandford 57' | Wilrijkse Plein, Antwerpen Scheidsrechters: Ben Göntgen (GER) Ivona Makar (CRO) |
| Shoot-out                              |         |                                              | Wilrijkse Plein, Antwerpen Scheidsrechters: Ben Göntgen (GER) Ivona Makar (CRO) |
| Boon De Sloover Van Doren Wegnez       | 3–0     | Rushmere Wallace Roper                       | Wilrijkse Plein, Antwerpen Scheidsrechters: Ben Göntgen (GER) Ivona Makar (CRO) |

| 29 juni 2025 16:00 |         |                          |                                                                                                 |
| Duitsland          | 0–2     | Spanje                   | Ernst Reuter Sportfeld, Berlijn Scheidsrechters: Paul van den Assum (NED) Hannah Harrison (ENG) |
|                    | verslag | Petchamé 29' Gispert 50' | Ernst Reuter Sportfeld, Berlijn Scheidsrechters: Paul van den Assum (NED) Hannah Harrison (ENG) |